# Château de Rebetz
 (juillet 2025).
Si vous disposez d'ouvrages ou d'articles de référence ou si vous connaissez des sites web de qualité traitant du thème abordé ici, merci de compléter l'article en donnant les références utiles à sa vérifiabilité et en les liant à la section « Notes et références ».

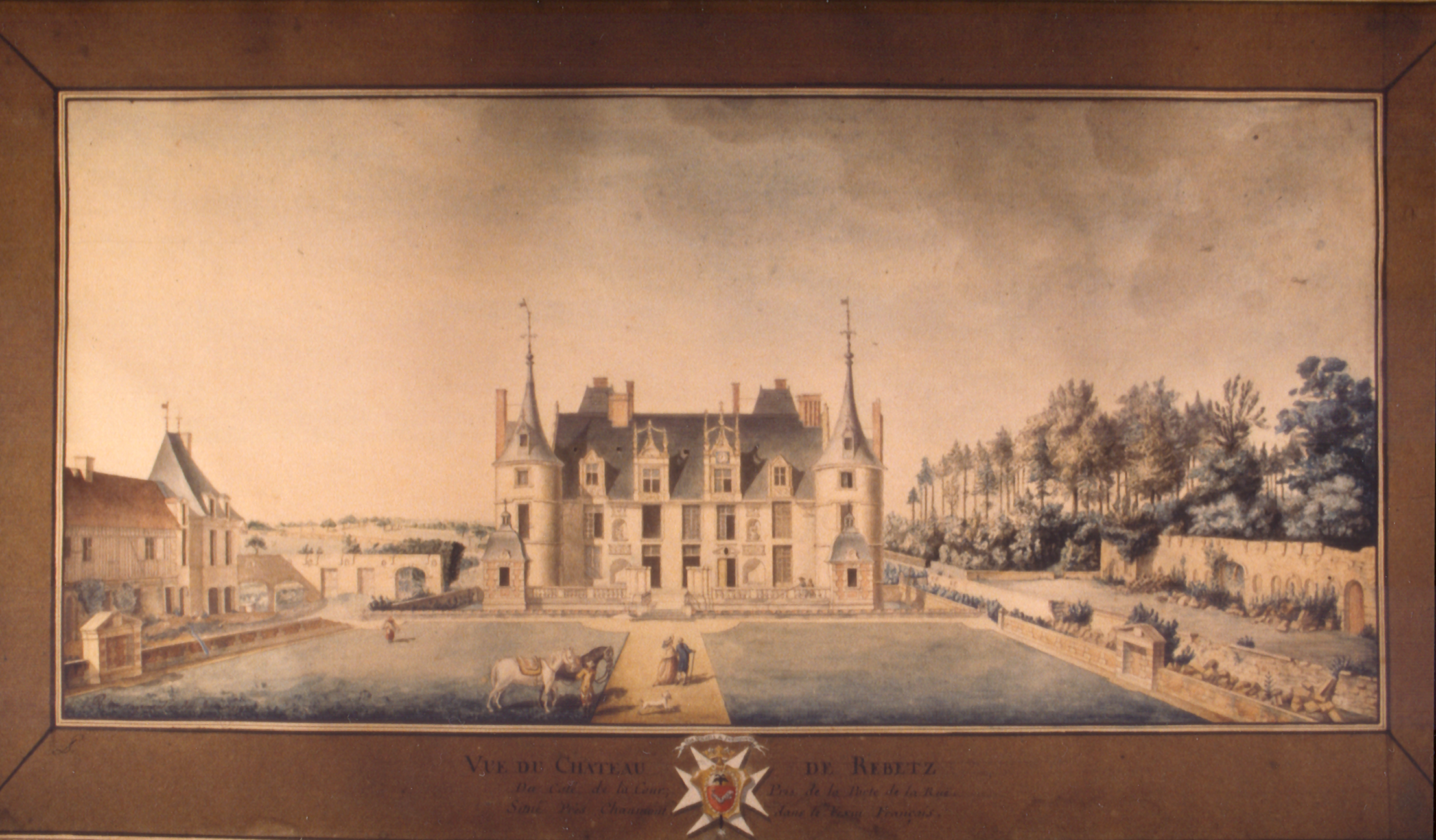
Vue du château de Rebetz du côté de la cour

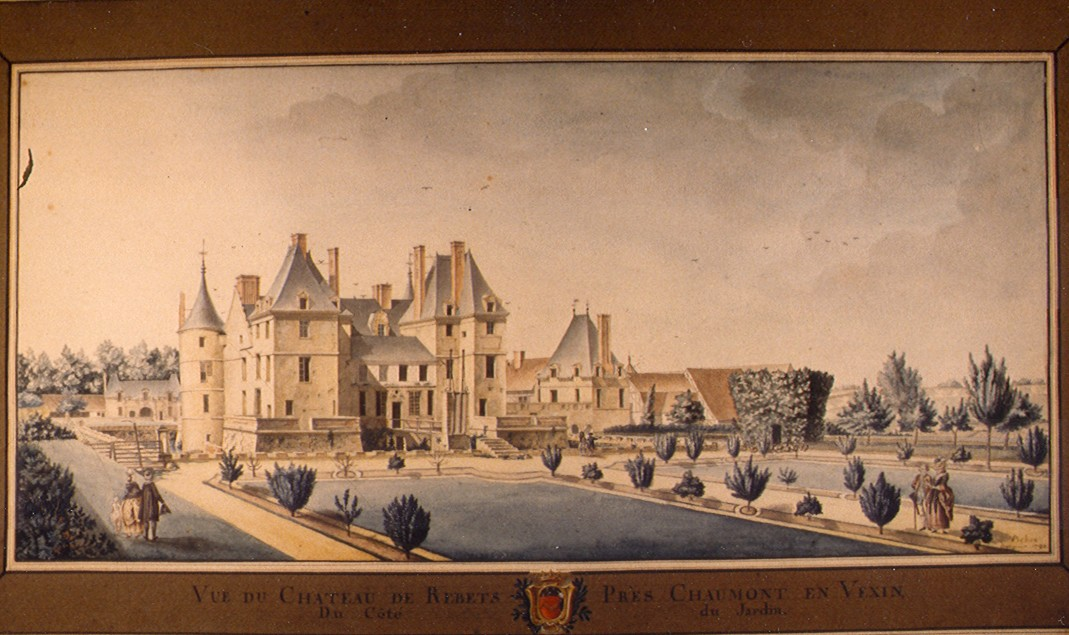
Vue du château de Rebetz du côté du jardin

Le Château de Rebetz est un château renaissance situé dans le département de l'Oise en France.

## Histoire
Un château primitif est attesté depuis le XIIe siècle.
En 1473, la seigneurie appartient à Robert Malherbe, Écuyer d'écurie et chambellan du roi Louis XI (1482), prévôt des maréchaux de France (1495), prévôt général de l'hôtel du roi Louis XII (1501-1507), capitaine de 20 lances en garnison à Rosay-en-Brie.
En 1508, à sa mort, elle passa à son neveu Charles Pellevé fils de sa soeur Marie Malherbe et de Thomas Pellevé. Charles Pellevé avait été adopté et élevé par son oncle Robert qui n'avait pas d'enfant et le maria à Hélène de Faÿ, une nièce de sa femme.
Le Cardinal Nicolas de Pellevé un des douze enfants des précédents fit construire un château à la renaissance.
En 1622, le poète Jean Loret écrit Le Tableau poétique, de Rebais dédié au seigneur du lieu qui est Philippe de Pellevé, prêtre et abbé de Saint-Paul de Verdun, neveu du cardinal.
En 1633, le château passe à sa soeur Roberte de Pellevé épouse d'Antoine Morlet du Museau, Grand maître enquêteur et général réformateur des eaux et forêts de France au département d'Orléans, Berry, Blésois, Montargis & autres provinces.
En 1692, il passe par alliance à la famille de Massol de Rebetz par le mariage de Marie Geneviève Morlet du Museau de Garennes avec Jean VII de Massol, Avocat général de la Chambre des comptes de Paris, premier président du Bureau des finances de Paris.
En 1768, leur fils Antoine-Bernard III de Massol également Avocat général de la Chambre des comptes de Paris en 1729 puis premier président du Bureau des finances de Paris en 1731 meurt sans descendance. Son cousin germain Charles Antoine Marguerite de Massol, seigneur de Montmoyen, officier dans le régiment de Vibraye Dragons hérite de Rebetz.
EN 1777 Un plan topographique du Terroir de Rebetz (conservé aux archives départementales de l'Oise) mentionne que le domaine fait plus de 951 arpents (environ 325 hectares).
En 1780, Charles Antoine Marguerite de Massol est qualifié de Marquis de Rebetz dans un acte de la Maison du roi (brevet de conservateur de la forêt haute et basse de Villers et Vauvey près Chatillon-sur-Seine).
Avant 1789, la seigneurie de Rebetz avait droit de haute justice symbolisée par trois fourches patibulaires.
En 1791 la terre de Rebetz fut vendue à Félix-Pierre Geoffroy de Charnois, conseiller au parlement de Paris.
En 1795 ce nouveau propriétaire fait détruire le château. Le porche d'entrée sera transformé en petit château avec les pierres de l'ancien édifice. Il reste également un vaste ensemble de communs organisés autour d'une cour carrée.
En 1843, le paysagiste Louis-Sulpice Varé travaille sur le parc du château de Rebetz.

## Armoiries des propriétaires
| Image | Armoiries de la famille |
| ----- | --- |
|       | Robert Malherbe (Écuyer d'écurie et chambellan du roi Louis XI (1482), prévôt des maréchaux de France (1495), prévôt général de l'hôtel du roi Louis XII (1501-1507), capitaine de 20 lances en garnison à Rosay-en-Brie, pensionnaire du Roi pour 600 £, fils de Jean Malherbe et Jaquine de Poillé, dame de Pineaux) D'or à deux jumelles de gueules, surmontées de deux lions affrontés du même. |
|       | Nicolas de Pellevé (évêque d'Amiens, puis archevêque de Sens, cardinal, archevêque-duc de Reims (1592) et pair de France), fils de Hélène de Faÿ, & Charles de Pellevé, seigneur de Jouy Écartelées : aux 1 et 4, de Pellevé ; aux 2 et 3, d'argent semé de fleurs-de-lis de sable (Fay). |
|       | Philippe de Pellevé, seigneur de Rebetz, abbé de Saint-Paul de Verdun (1633) Écartelé : au 1, d'or, à la croix de gueules, cantonnée de seize alérions d'azur (de Montmorency), au 2, d'hermine, à la bordure de gueules chargée de huit fers-à-cheval d'or posés en orle (de Ferrières), au 3, d'argent semé de fleurs-de-lis de sable (Fay), au 4, d'argent, au chevron de gueules, acc. de sept merlettes du même, 4 en chef, 3 en pointe (d'Aumont) ; sur le tout, de gueules à une tête humaine d'argent au poil levé d'or (Pellevé). |
|       | famille Morlet du Museau (Titres : marquis de Garennes et d'Achères) D'argent à une tête d'ours de sable emmuselée de gueules. |
|       | famille de Massol (Titres : marquis de Garennes et de Rebetz) D'or à l'aigle bicéphale de sable, coupé de gueule au dextrochère tenant une masse (ou marteau d'arme) mouvant d'une nuée d'argent à senestre. |
|       | famille Geoffroy de Charnois D'azur au triangle renversé d'or chargé d'une ombre de soleil de gueules. |

## Galerie

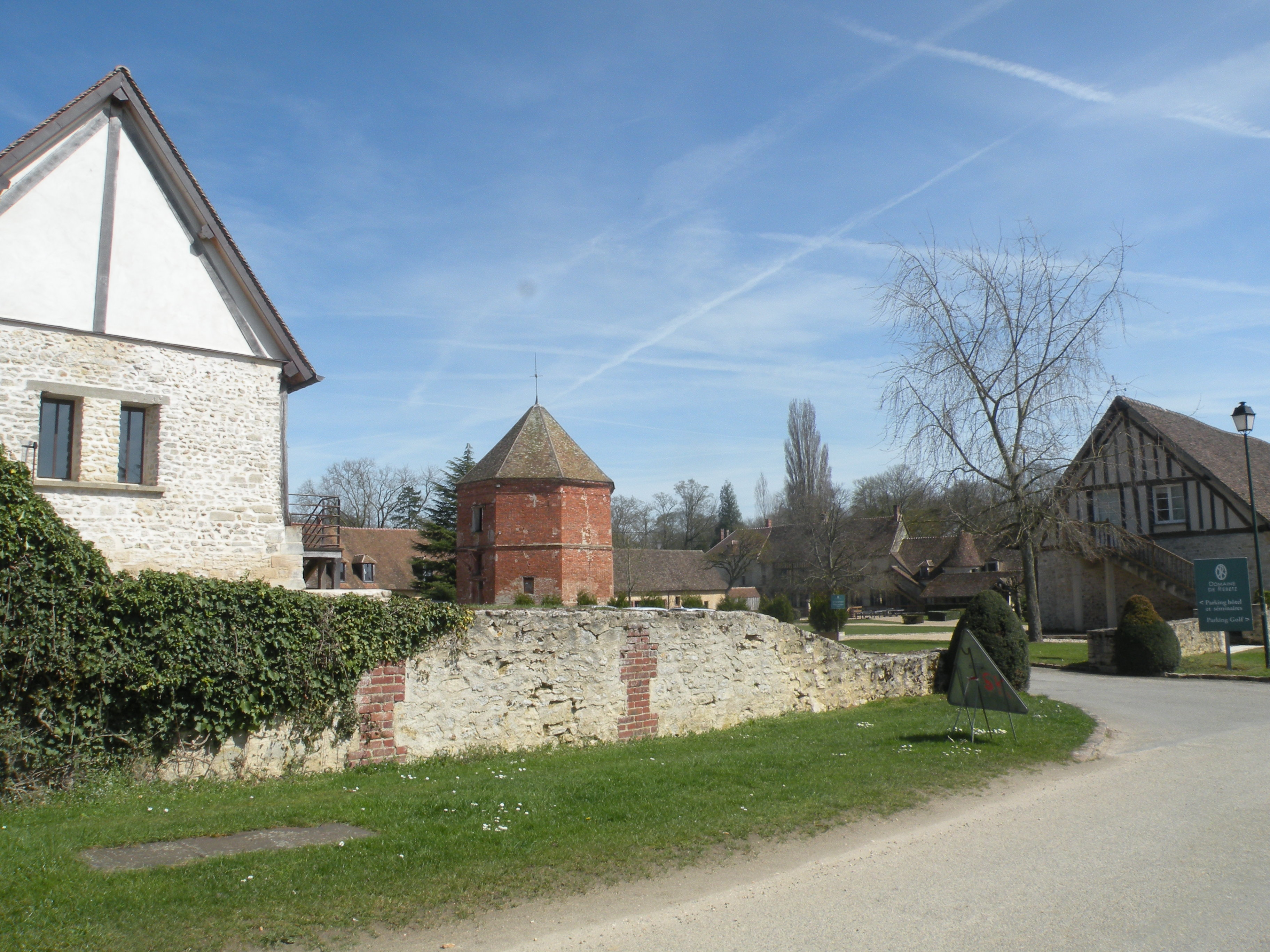
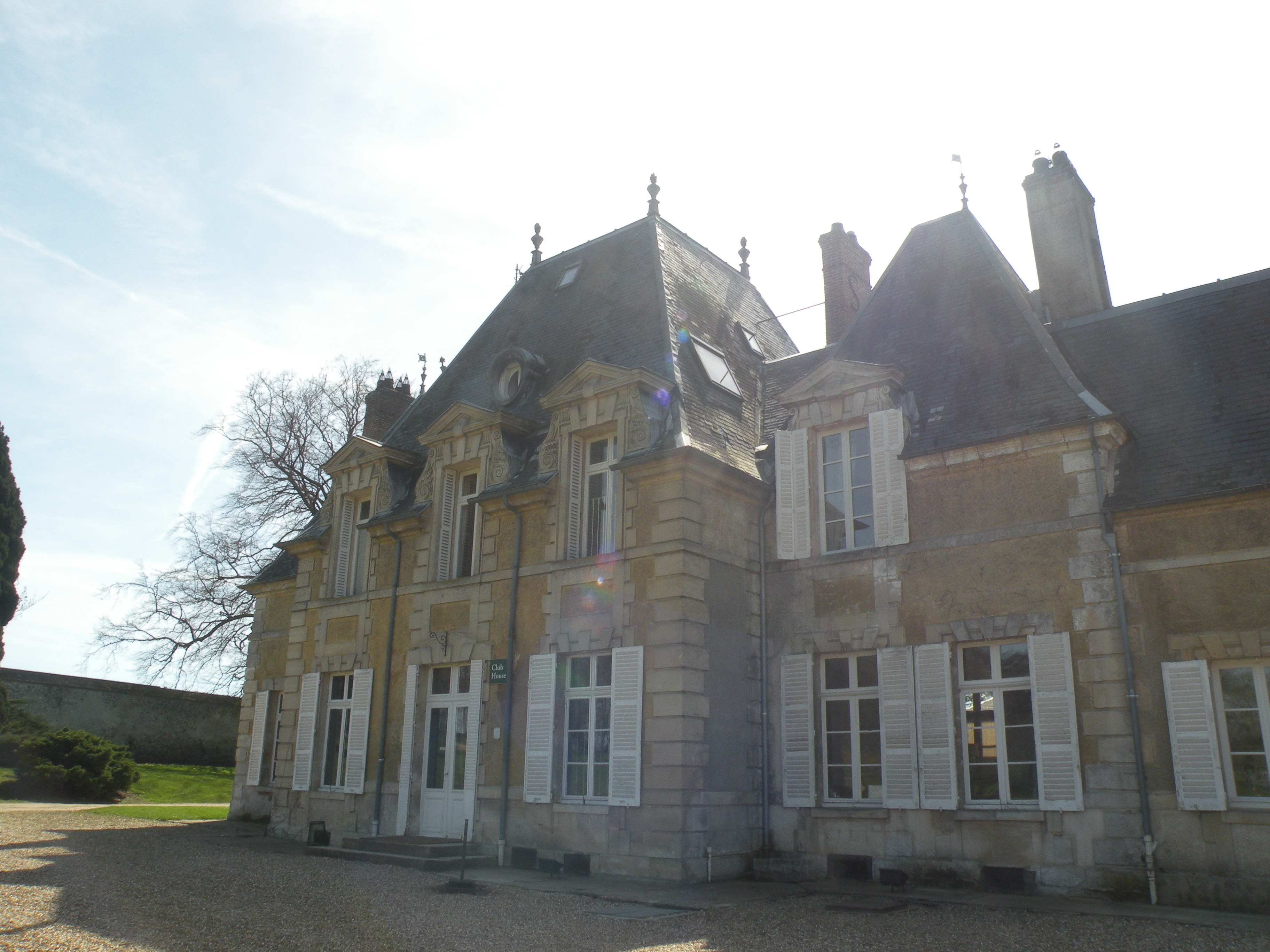
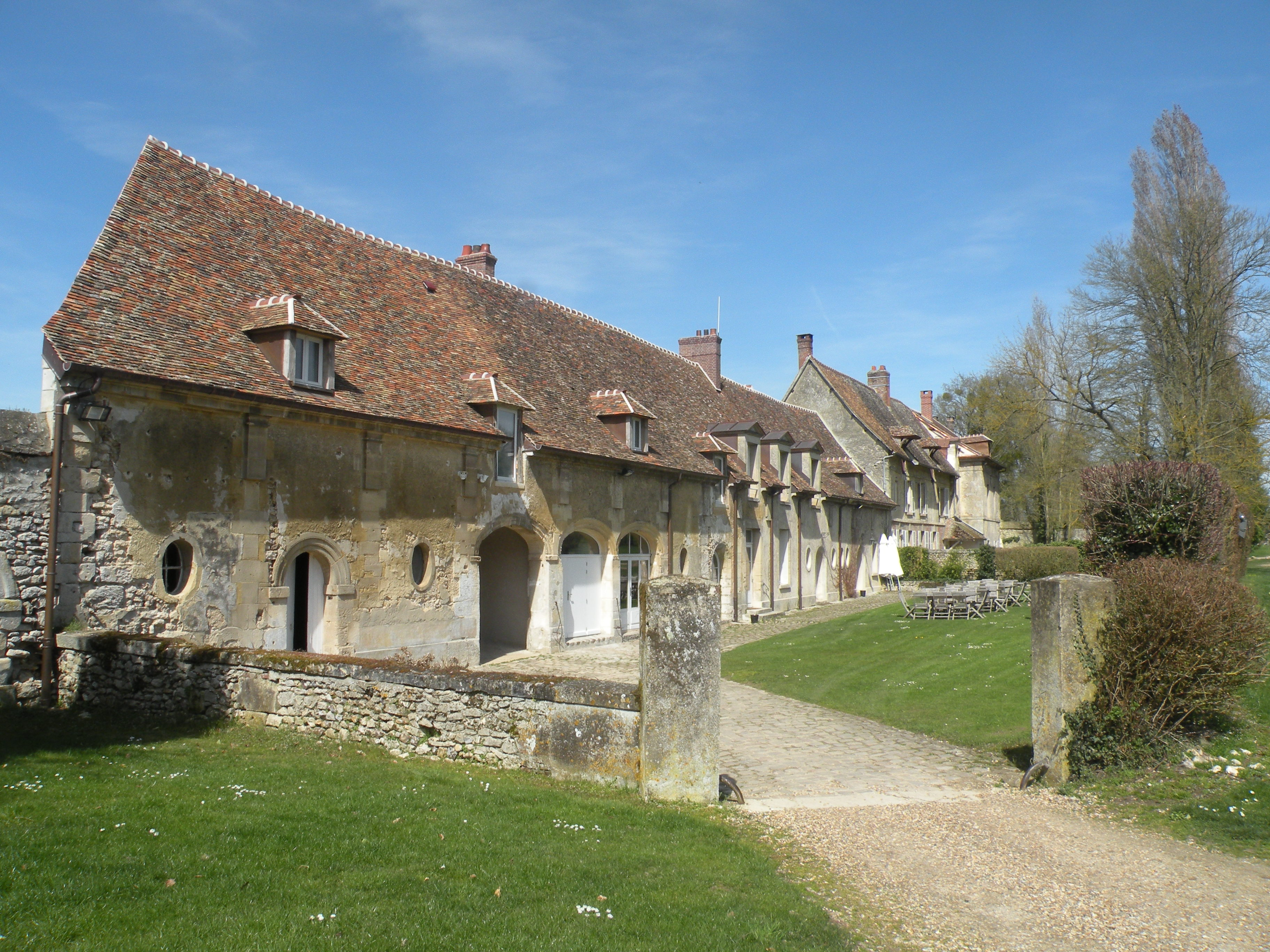
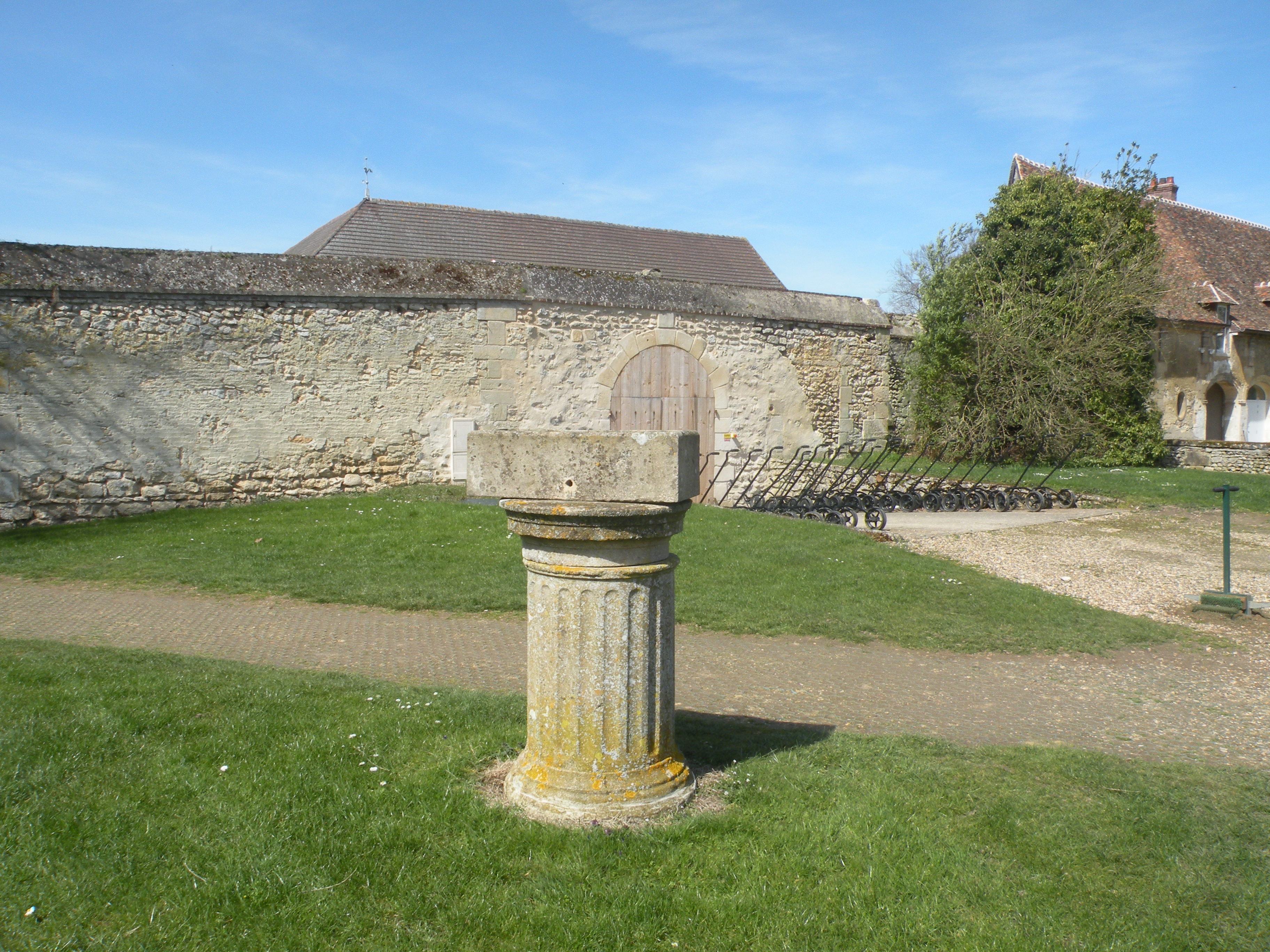
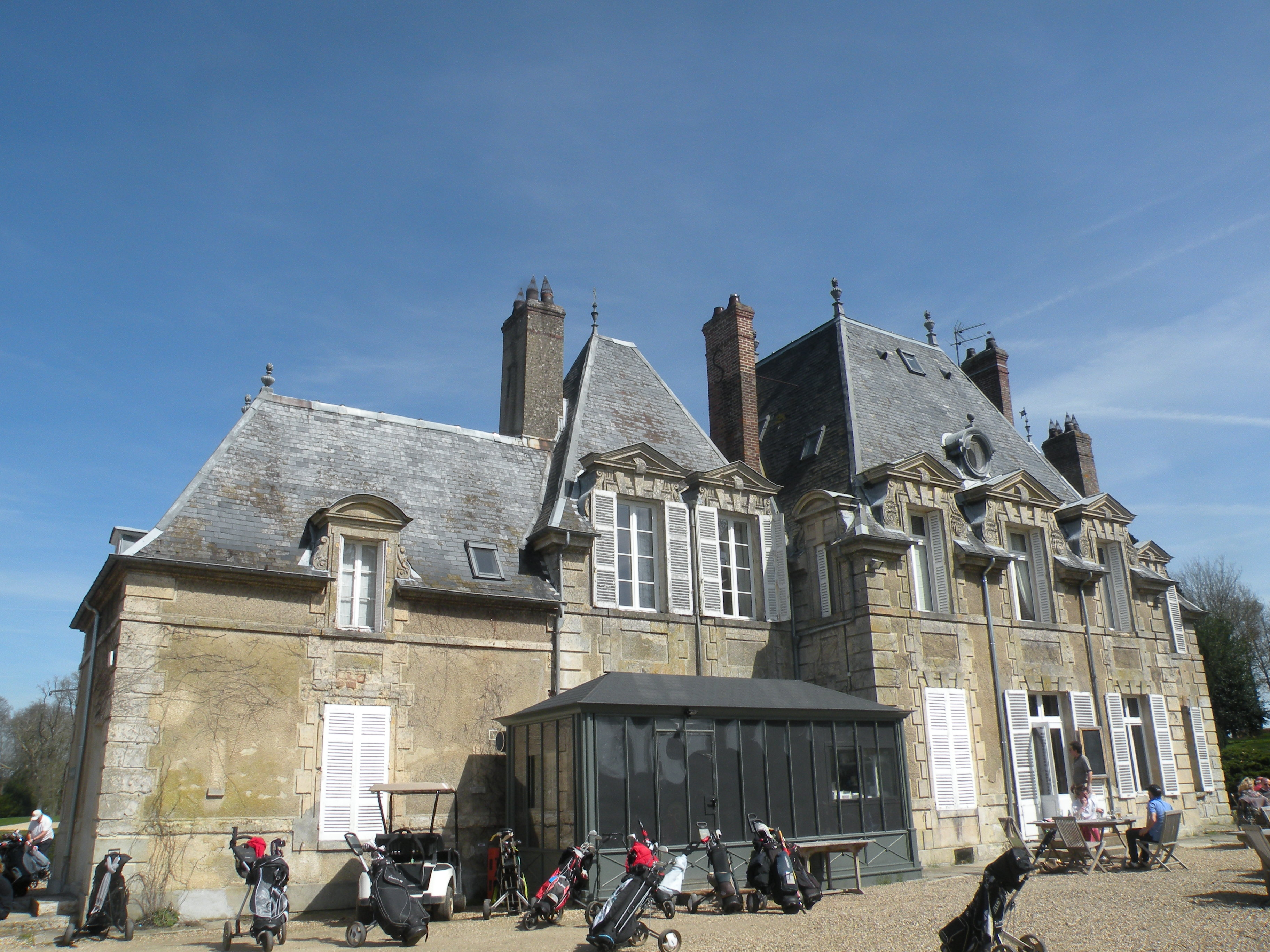
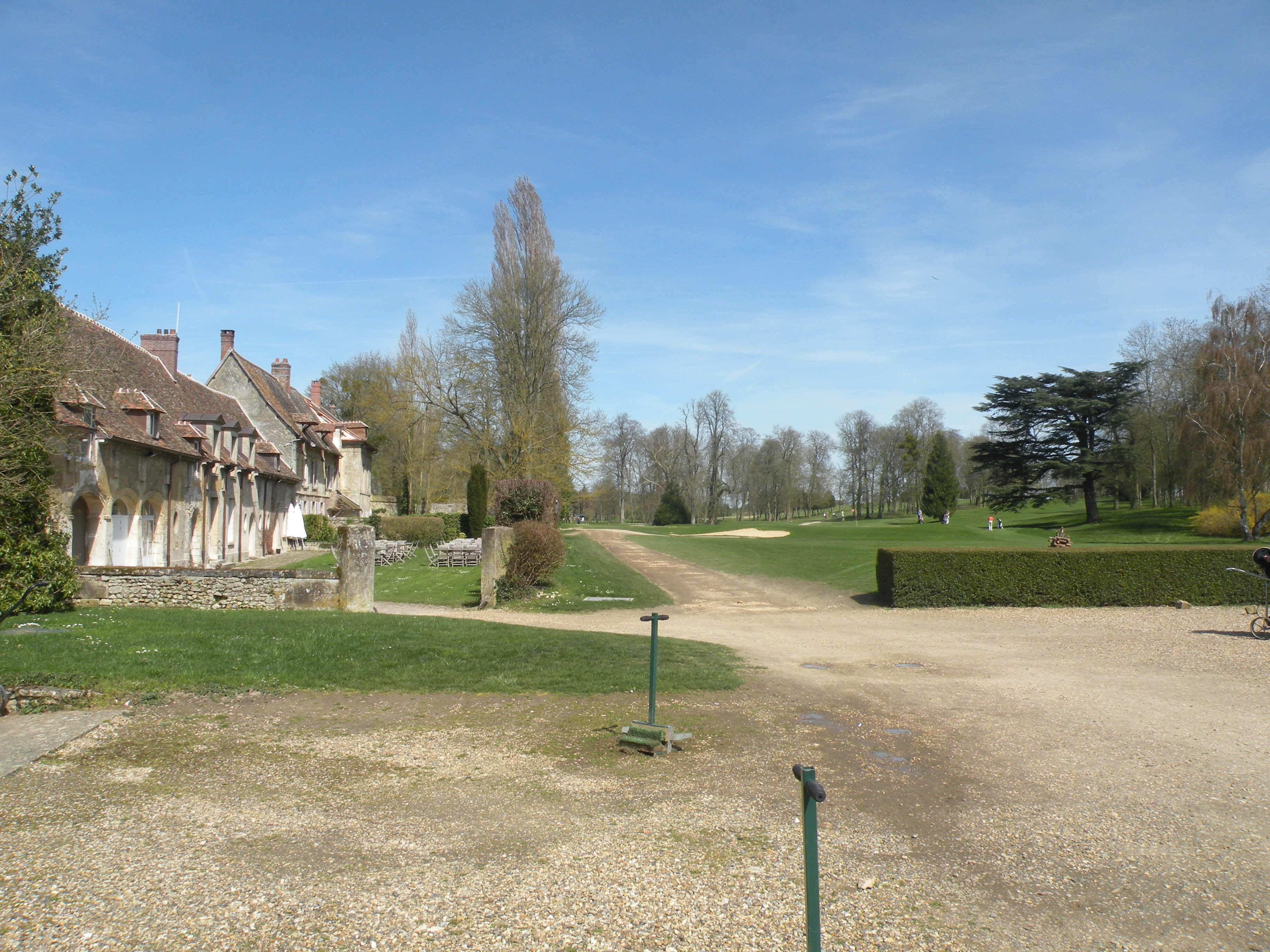
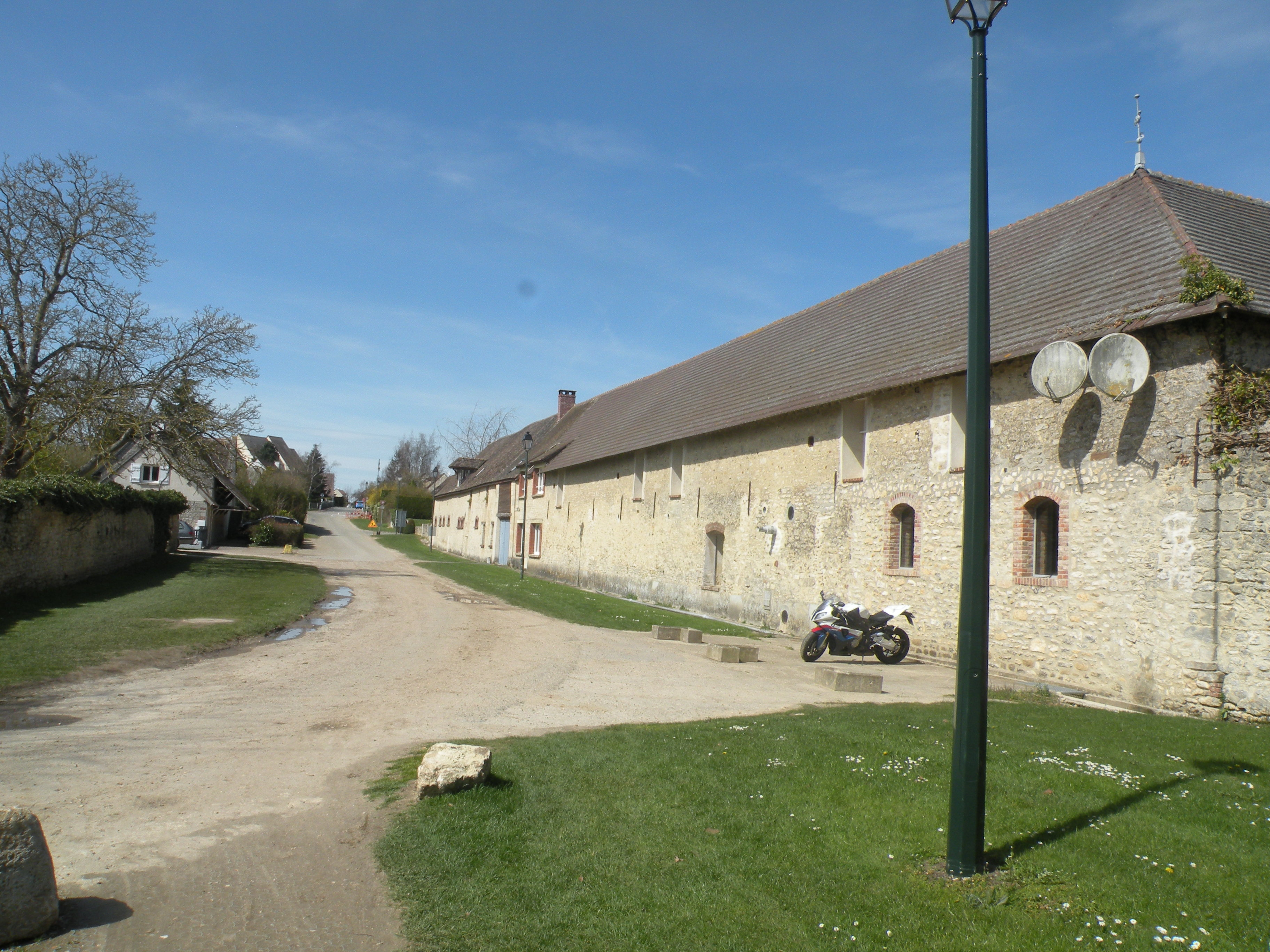
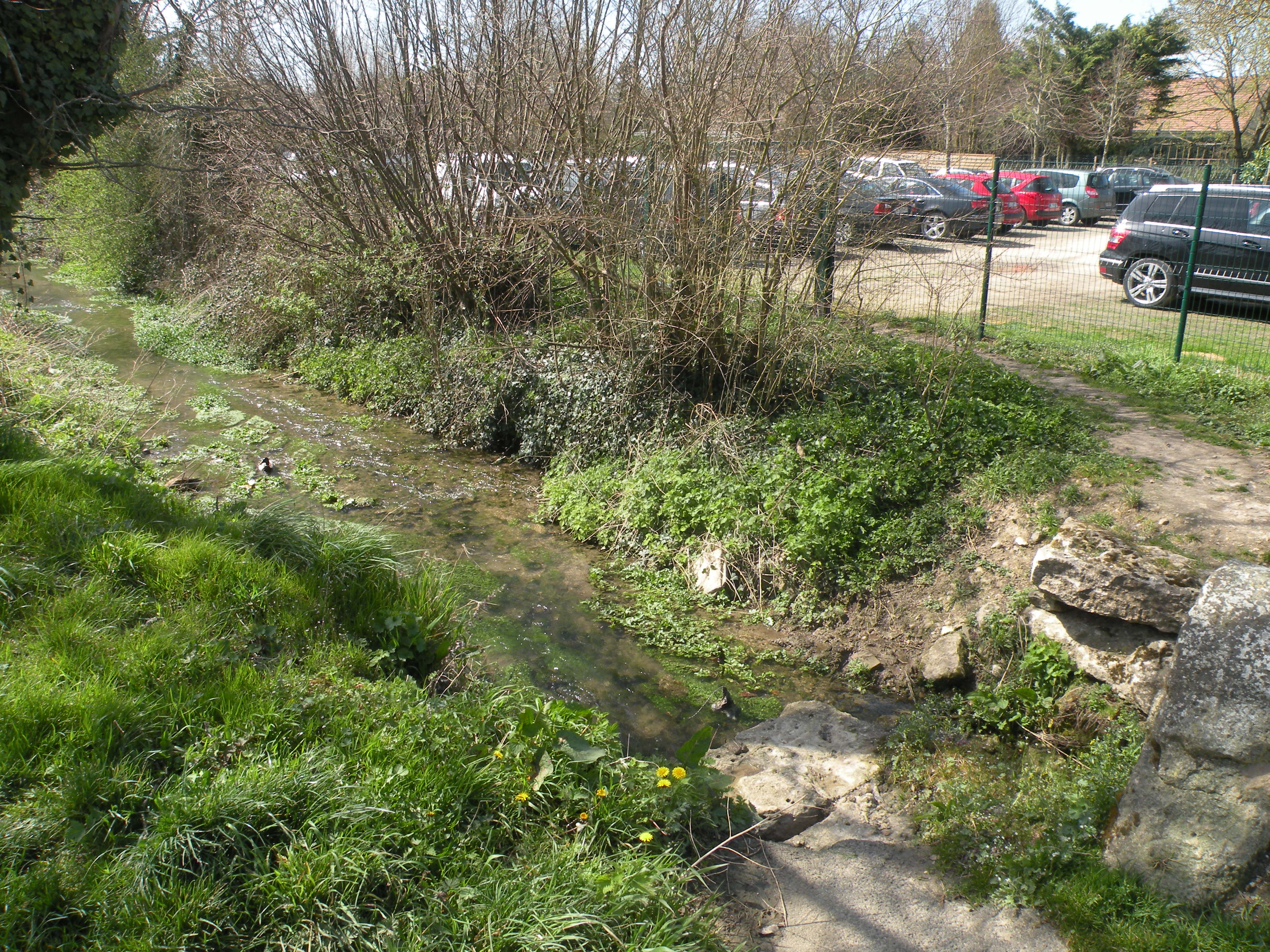
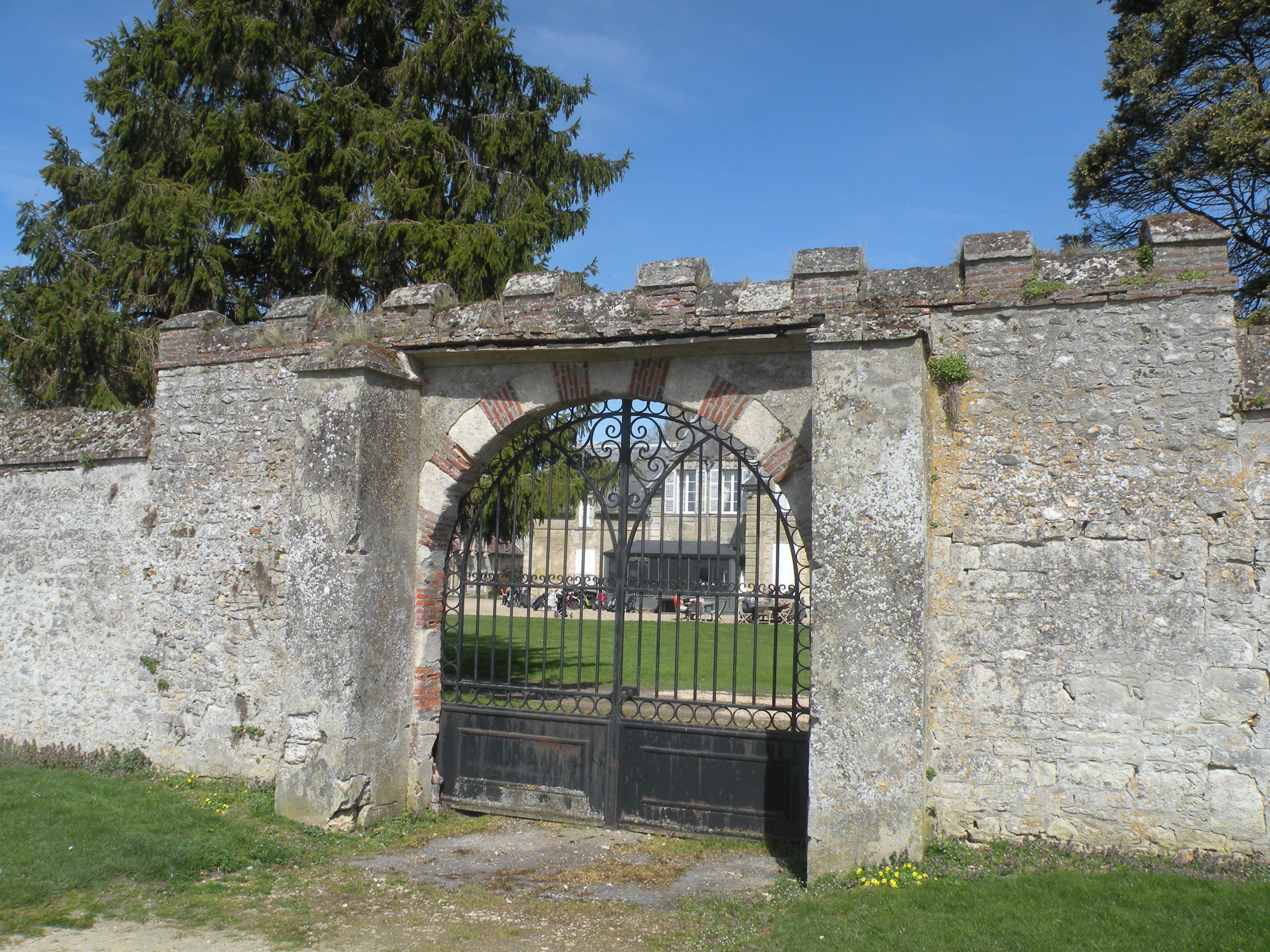
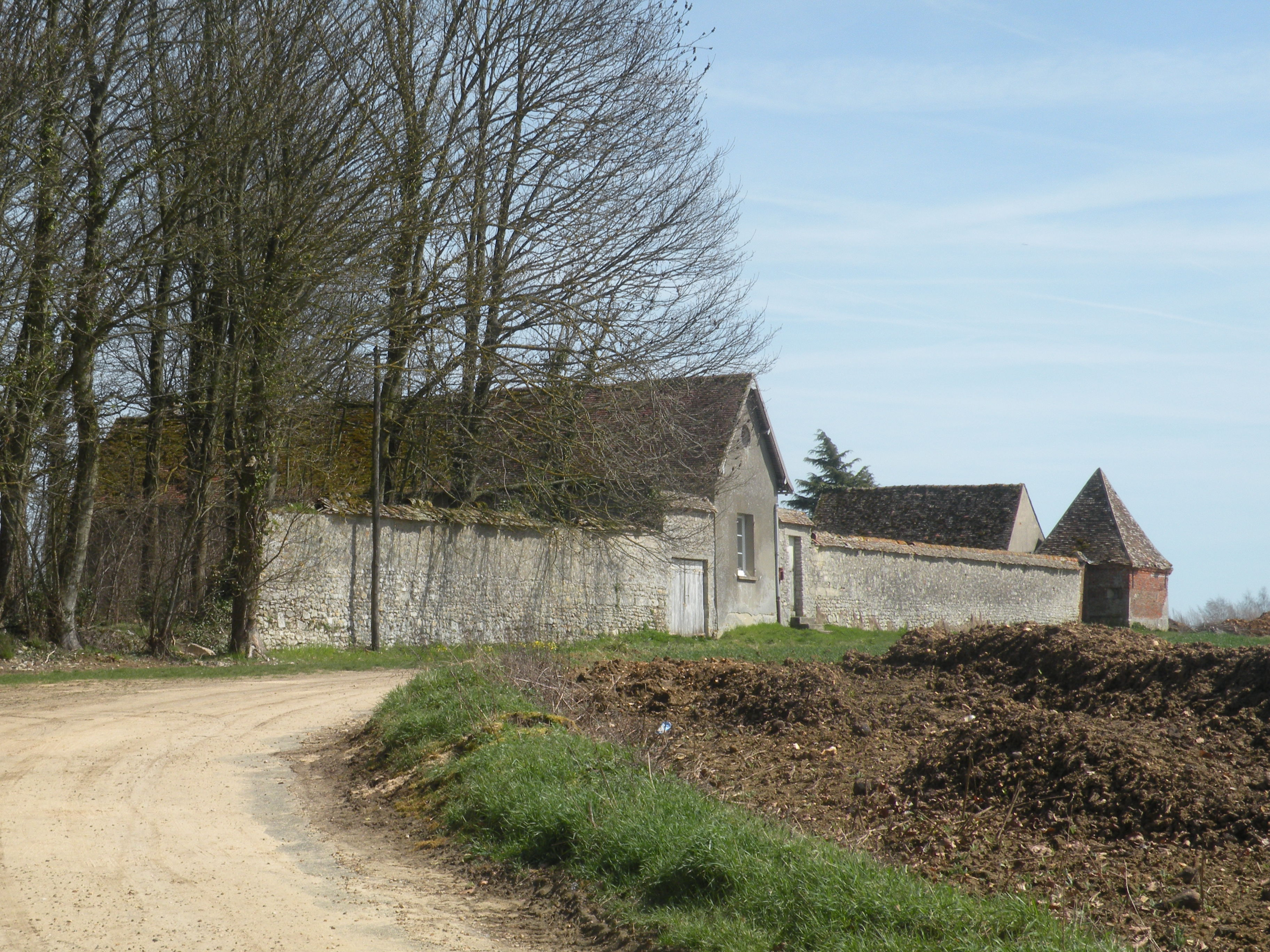
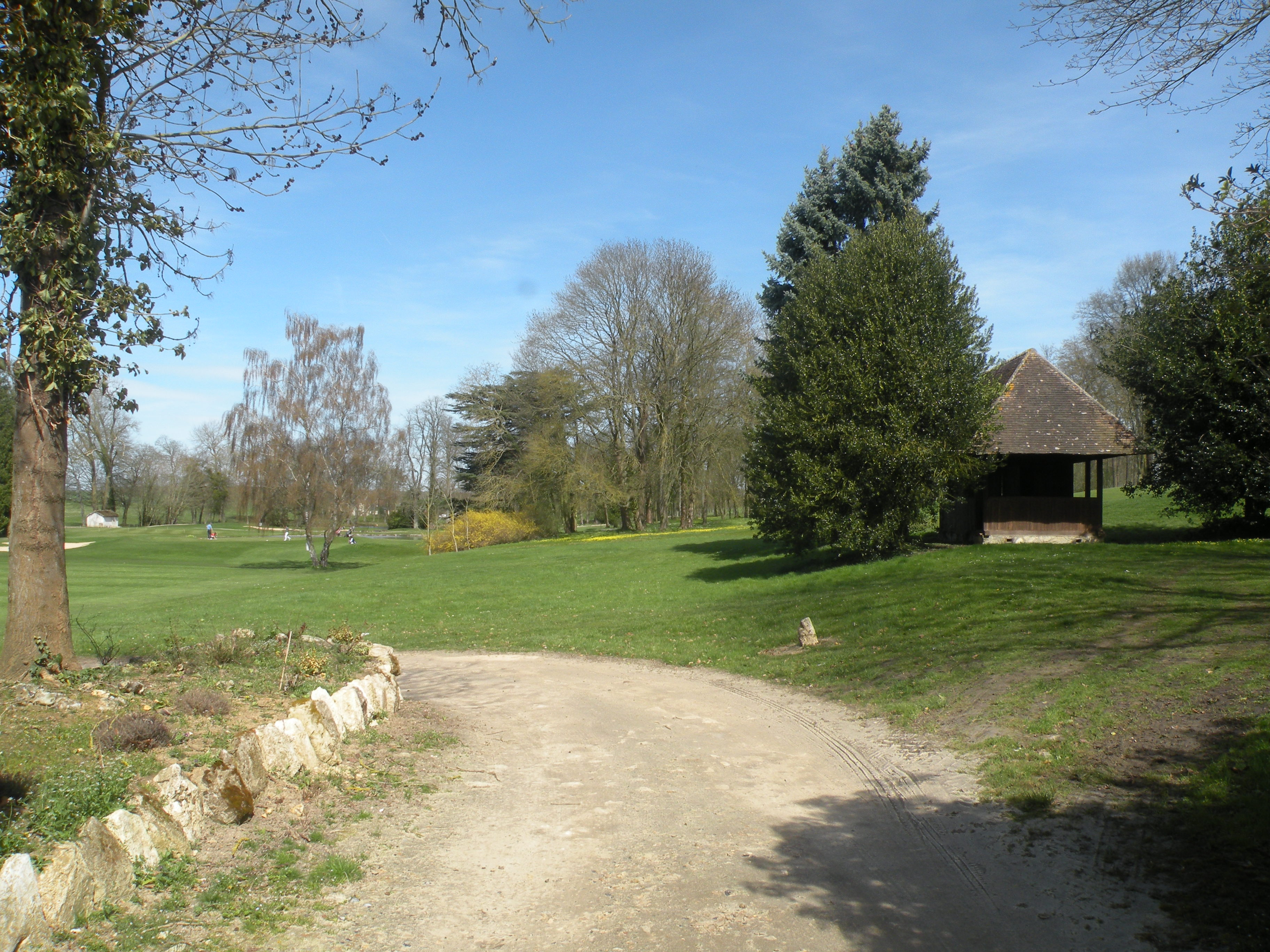
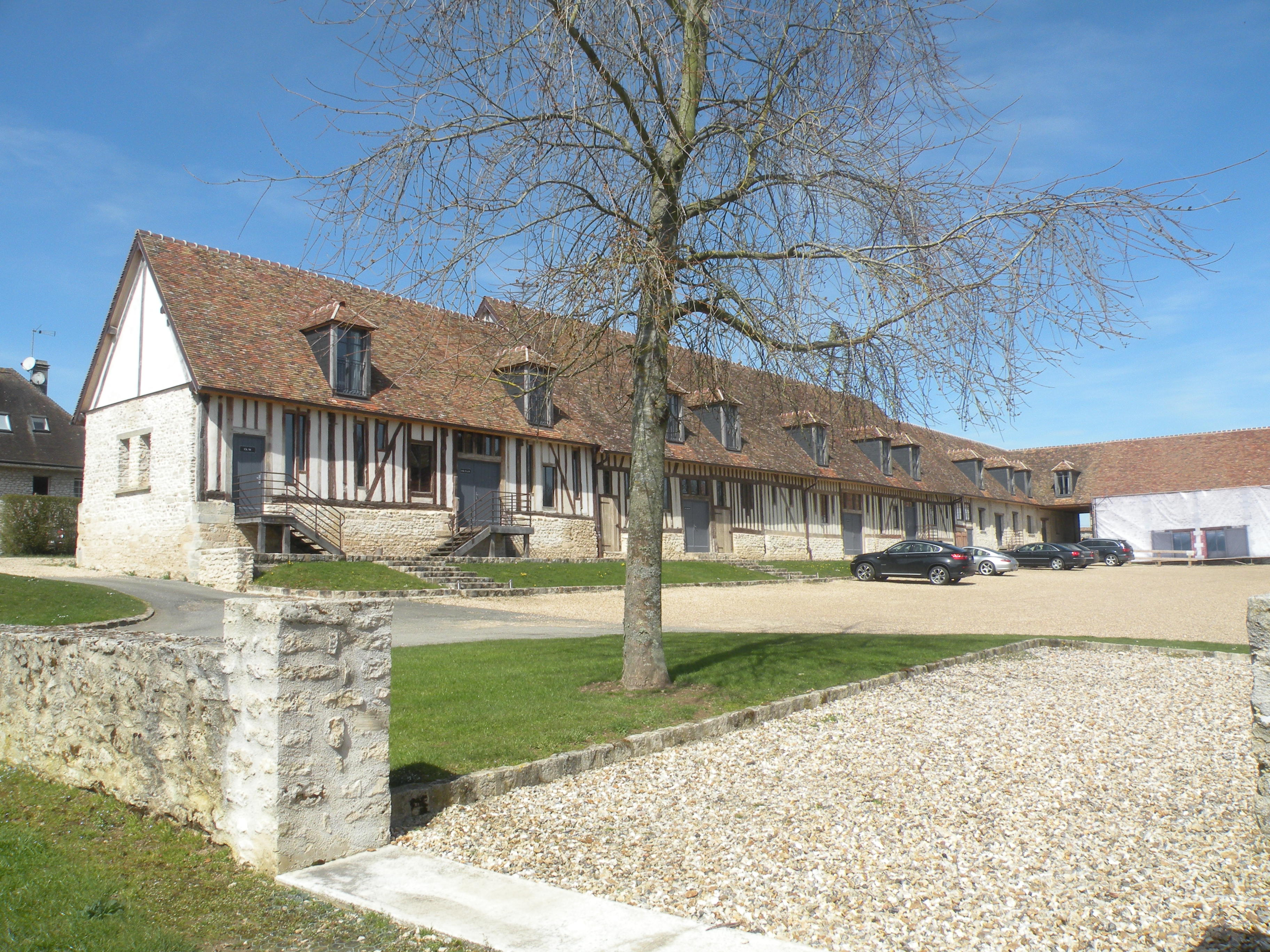
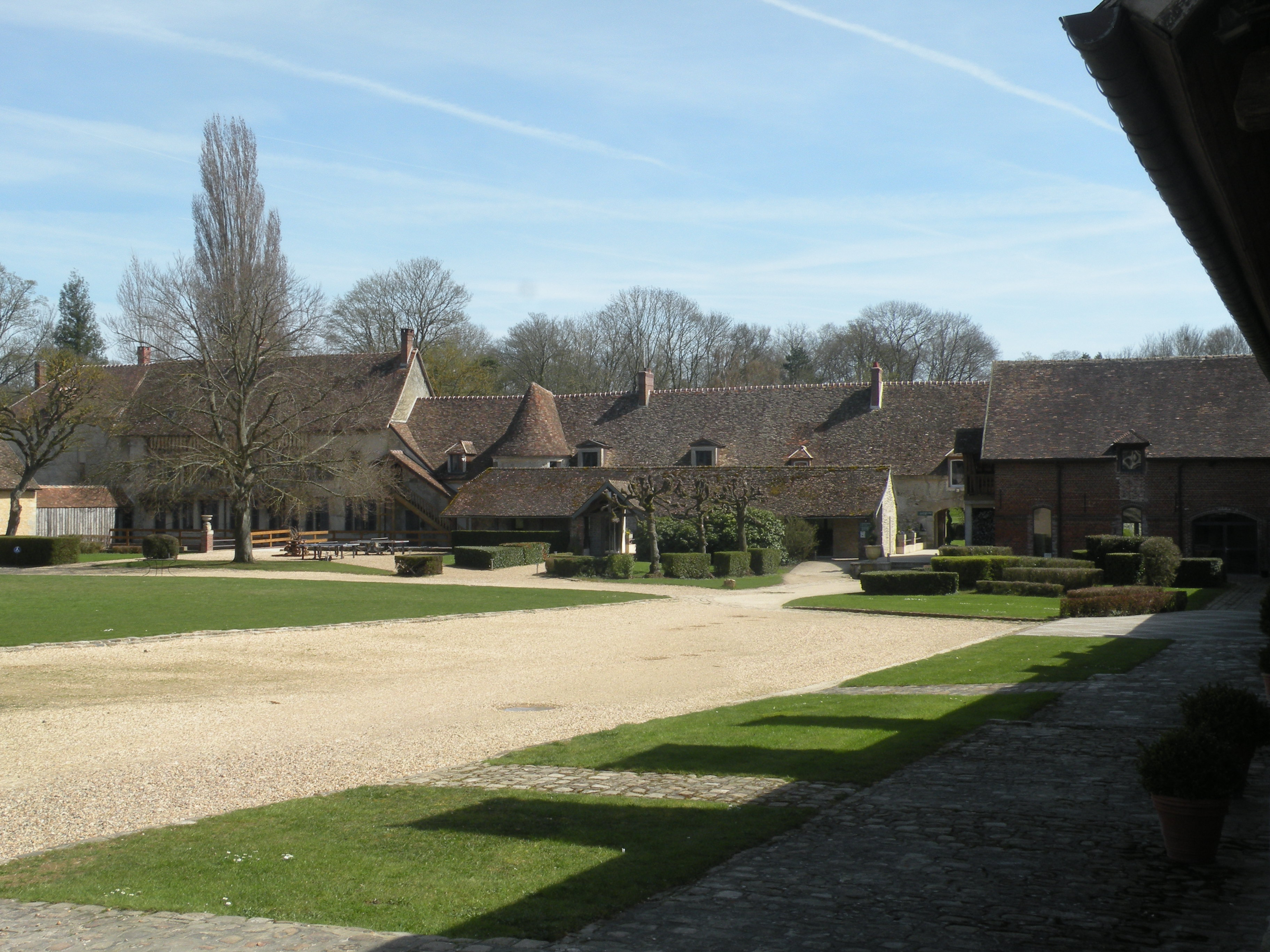
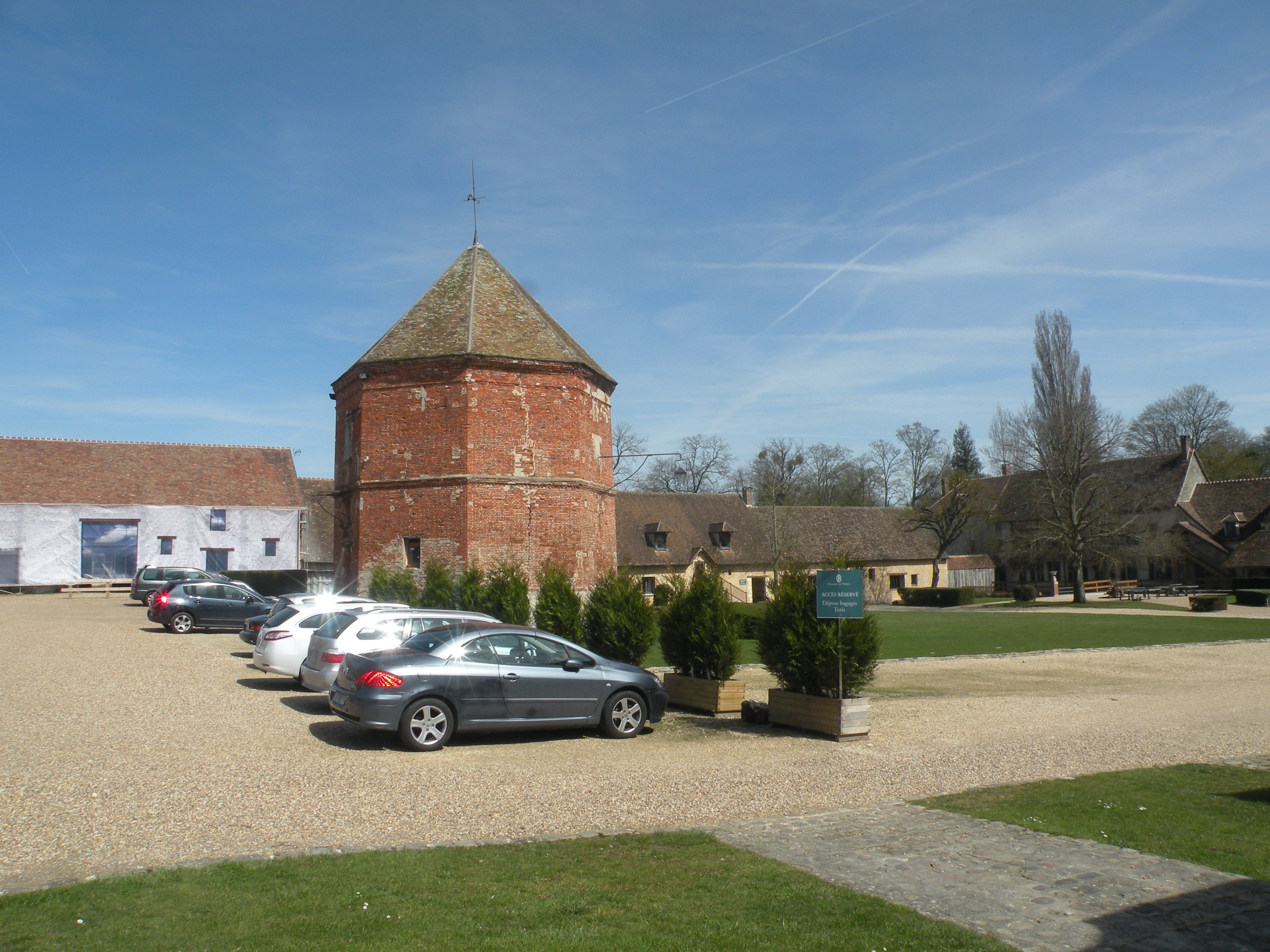
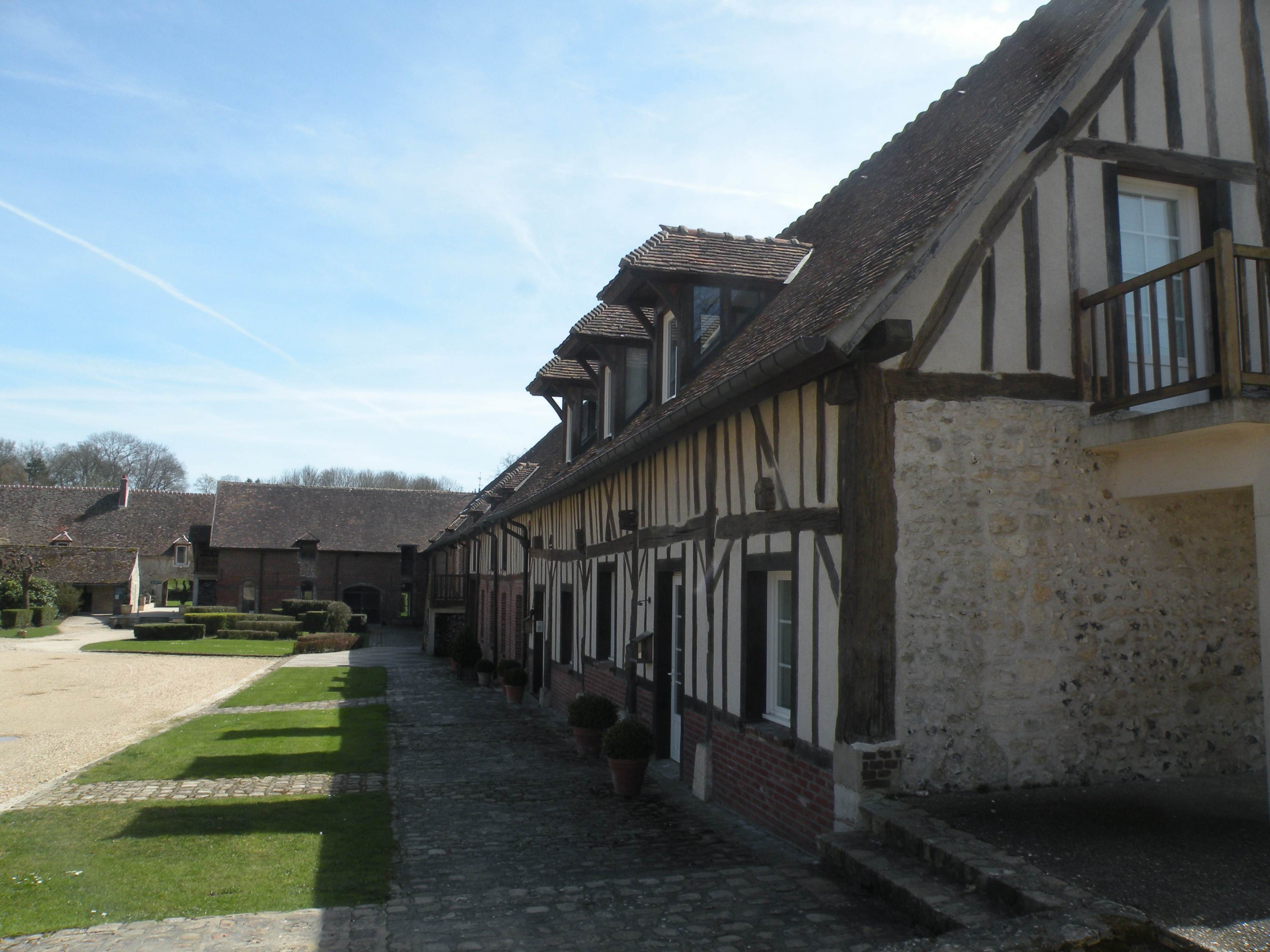